# Holden VK
Der Holden VK wurde in den Jahren 1984 bis 1986 von der australischen GM-Division Holden gefertigt. Es gab ihn als
- Modell Calais und
- Modell Commodore.